# Пономарёв, Семён Матвеевич
Семён Матвеевич Пономарёв (1928—2016) — советский тракторист, звеньевой совхоза «Краснопольский» Углегорского района Сахалинской области. Герой Социалистического Труда (1973). Лауреат Государственной премии СССР (1980).

## Биография
Родился 23 января 1928 года в деревне Алексеевка (ныне — Каменского района Пензенской области).
Начал работать в 1941 году помощником тракториста-комбайнёра, затем трактористом в родной деревне.
В 1947 году по переселению уехал на остров Сахалин, где работал плотником в колхозе.
С 1950 по 1953 годы — служба в Советской Армии.
После демобилизации возвращается обратно, работает трактористом, а с 1960 года — звеньевым механизированного картофелеводческого звена совхоза «Краснопольский».
Был автором технологии выращивания раннего картофеля под плёнкой, благодаря напряженному труду, использованию передовых агротехнологий руководимое им звено добивалось высоких урожаев, а в 1973 году собрало рекордный урожай — 227 центнеров картофеля с гектара.
Избирался членом Сахалинского обкома и Углегорского горкома КПСС. Делегат XVI съезда профсоюзов (1977).
Умер 2 марта 2016 года.

## Признание
- Орден Трудового Красного Знамени (1966)
- Два ордена Ленина (1971, 1973)
- Герой Социалистического Труда (11.12.1973)
- Государственная премия СССР (1980) — за освоение и внедрение прогрессивной технологии, комплексной механизации при возделывании технических, овощных, плодовых культур, картофеля, льна, хлопка, чая и получение высоких урожаев этих культур
- медали